# 李茂 (成化進士)
李茂（1431年—？），字世榮，順天府大興縣官籍江西吉安府廬陵縣人。明朝政治人物。進士出身。

## 生平
成化四年戊子科順天府鄉試第一百二名。成化五年（1469年）乙丑科會試第二十七名，殿試登進士第三甲第四十一名。授浙江缙云县知县，历官刑部员外郎，十五年二月升陕西按察司佥事。二十年正月復除陕西管粮佥事，二十三年二月兵科给事中等官蔺琦等查盘陕西榆林城粮草亏折数量衆多，参奏管粮佥事张承宗、李茂、巡抚佥都御史吕雯防范不严，请治其罪，李承宗及李茂被逮捕问罪。弘治初致仕。

## 家族
曾祖父李文林，曾任長史。祖父李立武，曾任序班。父亲李玉。